# Rifugio Toni Demetz
Il rifugio Toni Demetz (in tedesco Toni-Demetz-Hütte) è un rifugio situato alla forcella del Sassolungo (Val Gardena, Alto Adige), a 2.685 m s.l.m.

## Storia
Fu costruito dalla guida alpina Giovanni Demetz che dedicò il rifugio al giovane figlio Toni, colpito da un fulmine sul Sassolungo.

## Caratteristiche e informazioni
Il rifugio è di proprietà privata ed è gestito dall'ultimogenito di Giovanni, Enrico Demetz e dalla sua famiglia. Il rifugio dispone di un ristorante e 20 posti letto, l'apertura è limitata al periodo estivo.

## Accesso
Il rifugio si raggiunge:
- dal Passo Sella (2.180 m), con una camminata di circa 1,5 ore oppure utilizzando la cabinovia che parte dal passo stesso;
- dal rifugio Vicenza (2.256 m) con una salita di circa 1,5 ore.

## Escursioni
Il rifugio è un buon punto di partenza per seguire il sentiero che gira intorno al Sassopiatto, che inizia discendendo la vallata interna al Sassolungo, tocca il rifugio Vicenza e prosegue verso il rifugio Sandro Pertini per terminare poi al Passo Sella. Alternativamente è possibile effettuare l'escursione intorno al Sassolungo: arrivati al rifugio Vicenza si prosegue verso est e poi si torna al Passo Sella passando dal Rifugio Emilio Comici. Dal rifugio Demetz, passando sempre per il rifugio Vicenza, si arriva anche alla via ferrata Schuster.

## Ascensioni
Il Rifugio Toni Demetz è un punto di partenza per le numerose vie praticabili nel Gruppo del Sassolungo.